# 1973 في الهند
فيما يلي قوائم الأحداث التي وقعت خلال عام 1973 في الهند.

## سياسة

### انتهاء فترة المنصب
- 4 فبراير – أنديرا غاندي وزير الشؤون الداخلية [الإنجليزية]‏.

## أفلام
من الأفلام التي صدرت هذه السنة في الهند:
- 1 يناير – بوبي من إخراج راج كابور.
- 1 يناير – تعال وضمني من إخراج منموهان ديساي.

## مواليد

### يناير
- 1 يناير – نيلوفر بازيرا
- 5 يناير – أوداي تشوبرا ممثل ومساعد مخرج ومنتج هندي.
- 11 يناير – راهول درافيد لاعب كركيت هندي.

### مارس
- 14 مارس – روهيت شيتي مخرج أفلام هندي.

### أبريل
- 3 أبريل – برابهو ديفا ممثل هندي.
- 24 أبريل – ساشين تندولكار لاعب كركيت هندي.[1]

### يونيو
- 17 يونيو – ليندر بايس لاعب كرة مضرب هندي.[2]

### يوليو
- 30 يوليو – سونو نيجام[3]

### أكتوبر
- 23 أكتوبر – ماليكا أرورا خان ديكارت.

### نوفمبر
- 1 نوفمبر – آيشواريا راي ممثلة وعارضة أزياء هندية.